# Lördag (roman)
Lördag är en roman av den brittiske författaren Ian McEwan. Den släpptes på originalspråket 2005, och kom i svensk översättning av Maria Ekman på Ordfront samma år. Den har sålt i över 400 000 exemplar på engelska, och toppade bästsäljarlistor i både Kanada och Storbritannien.

## Handling
Hela romanen utspelar sig i London den 15 februari 2003. Tidigt på lördagsmorgonen ser den medelålders framgångsrike hjärnkirurgen Henry Perowne från sin balkong ett brinnande flygplan som störtar på väg mot London. Flygplanets fall löper som en röd tråd genom hela återstoden av dagen. Rapporterna om det skiftar i takt med att dagen går, och svaret på frågan om huruvida det är en olyckshändelse eller en terroristattack förblir osäkert. Under dagen inträffar även den största demonstrationen i Storbritanniens historia mot invasionen av Irak.
På väg mot den squashmatch som Perowne en gång i veckan spelar mot sin amerikanske kollega Jay Strauss stoppas han i en trafikomledning orsakad av de stora demonstrationerna. Efter att ha kommit förbi vägspärren krockar han med en annan bil, och även om felet i grund och botten låg hos den andra bilföraren är det bara dennes backspegel som blir skadad, och föraren - Baxter - försöker att kräva ut pengar från honom. Perowne vägrar, vilket gör Baxter och hans två följeslagare aggressiva. Baxter uppvisar tydliga exempel på Huntingtons sjukdom, inser Perowne, och även om han blir slagen i bröstbenet så lyckas han undkomma vidare problem genom att distrahera Baxter genom att diskutera hans sjukdom.
Även om han till en början var rädd att trafikomledningen såväl som bilkrocken skulle göra att han inte hann till squashmatchen i tid, lyckas han med knapp marginal hinna iväg till matchen, men med olyckan ständigt molande i bakhuvudet. Det dröjer många set in i matchen innan han lyckas släppa funderingarna över orsaken, men när han väl har gjort det så lyckas han komma ikapp sin kollega så att det är helt jämnt inför den avgörande ronden. På grund av en teknikalitet förlorar han dock den långa och intensiva matchen. Strauss och Perowne har varit ovanligt tävlingsinriktade, och de avslutar matchen på ganska dåligt humör.
Efter matchen åker Perowne för att inhandla fisk hos den lokala fiskhandlaren inför den middag som skall tillagas senare samma kväll. På vägen därifrån besöker han sin dementa moder på ett äldreboende samt sin sons repetition med sonens soulband - där Perowne för första gången på länge påminns om musikens storhet, och hur musiken under dess bästa stunder är det enda som är större än världen. När han väl har kommit tillbaka hem igen för att börja laga mat påminner återigen kvällsnyheterna honom om den våg av händelser som omger hans liv. Dottern Daisy, vars poetiska debutverk snart skall släppas, kommer på besök från Paris, och de båda inleder en känslofylld debatt om det kommande Irakkriget. Svärfadern, den kände poeten John Grammaticus, anländer även han från sitt slott i sydvästra Frankrike. Daisy och John har länge varit oense efter att morfadern hållit en lång utläggning om bristerna i Daisys poesi, men Daisy inser slutligen vem det var som inspirerade henne till sin stora kärlek till litteraturen. Efter återföreningen återvänder även sonen Theo.
Den sista att återvända hem är Perownes fru Rosalind. När hon kommer har dock även Baxter och medföljaren Nigel tvingat sig in beväpnade med knivar. Baxter slår morfadern på näsan, förödmjukar familjen och tvingar Daisy att klä av sig naken - då alla till sin förvåning inser att hon är gravid. Baxter ber henne recitera en dikt när han inser att hon är en poet, men istället för att återge en av sina egna läser hon upp Dover Beach av Matthew Arnold, något som påverkar Baxters känslor och gör honom oförmögen att handla. Istället blir han på nytt intresserad av den nya forskning om Huntingtons sjukdom som Perowne tidigare pratade om. Nigel, som ogillar vändningen i händelserna, överger Baxter vilket gör det möjligt för Perowne och Theo att övermanna Baxter. Han blir medvetslös efter att ha trillat ner för trapporna. När han väl tagits in på sjukhus kallas Perowne dit för att operera honom. Först efter att operationen är klar kan han återvända hem från sjukhuset, älska med sin fru och avsluta lördagen, efter att den redan har gått över till söndag.